# Thomas Cook Airlines
Thomas Cook Airlines was een in Manchester, Engeland, gevestigde chartermaatschappij en voerde vanaf elf luchthavens in het Verenigd Koninkrijk vluchten uit.
De luchtvaartmaatschappij vervoerde in 2009 8,2 miljoen passagiers, en had in dat jaar een vloot van meer dan 40 Boeing- en Airbus-toestellen, waardoor het de op vier na grootste Britse luchtvaartmaatschappij was.
Thomas Cook Airlines was de zustermaatschappij van Thomas Cook Airlines Scandinavia, Condor en tot medio 2017 ook van Thomas Cook Airlines Belgium. Op 23 september 2019 werd het bedrijf failliet verklaard.

## Geschiedenis
Na de fusie van Thomas Cook AG & MyTravel Group plc in juni 2007, ontstond in maart 2008 Thomas Cook Airlines. De luchtvaartmaatschappij begon vlak voor de zomer 2008 haar activiteiten. In de beginperiode vloog Thomas Cook Airlines met de volgende toestellen: Boeing 757, Boeing 767 en Airbus A320, Airbus A321 en Airbus A330.
In het begin van de 21ste eeuw had er ook al een luchtvaartmaatschappij haar activiteiten die Thomas Cook Airlines genaamd was. Deze werd later samengevoegd met MyTravel Airways, waaruit het huidige Thomas Cook Airlines weer ontstaan is.

## Passagiersaantallen
| 2005* | 9.320.817 | 47.287 | 89,9% |       |
| 2006* | 8.441.276 | 42.182 | 89,0% | −9.4% |
| 2007* | 8.528.655 | 43.013 | 87,9% | +1.0% |
| 2008 | 8.315.327 | 42.410 | 90,0% | −2.5% |
| 2009 | 8.202.534 | 38.849 | 92,0% | +1.4% |
| * Gegevens voor 2005, 2006 en 2007 bevatten ook de aantallen van MyTravel Airways Bron: UK Civil Aviation Authority |           |        |       |       |

## Vloot
De vloot van Thomas Cook Airlines bestond uit de volgende toestellen (2019):
| Type            | Aantal | Passagiers | Passagiers | Passagiers | Bijzonderheden             |
| Type            | Aantal | E*         | Y          | Totaal     | Bijzonderheden             |
| --------------- | ------ | ---------- | ---------- | ---------- | -------------------------- |
| Airbus A321-200 | 19     | 0          | 220        | 220        |                            |
| Airbus A330-200 | 7      | 45 49      | 278 276    | 323 325    |                            |
| Boeing 757-200  | 2      | 0          | 235        | 235        | Laatste vlucht 31 december |
| Boeing 757-300  | 2      | 0          | 280        | 280        | waarvan 1 met winglets     |
| Boeing 767-300  | 3      | 0          | 326        | 326        | voorzien van winglets      |
| Totaal          | 33     |            |            |            |                            |